# Mount Williams (Antarktika)
Mount Williams ist ein Berg im ostantarktischen Enderbyland. Er ragt zwischen Mount Riiser-Larsen und Mount Soucek im nordwestlichen Teil der Tula Mountains auf.
Kartiert wurde er anhand von Luftaufnahmen, die Teilnehmer einer Mannschaft der Australian National Antarctic Research Expeditions im Jahr 1956 anfertigten. Das Antarctic Names Committee of Australia (ANCA) benannte den Berg nach John Stanley Marsden Williams (* 1934), assistierender Dieselaggregatmechaniker auf der Wilkes-Station im Jahr 1959.